# Rodney Mullen
John Rodney Mullen, mais conhecido como Rodney Mullen (Gainesville, 17 de Agosto de 1966), é um skatista americano. É considerado por muitos o melhor do mundo na modalidade street além de ser um dos mais influentes na história do esporte e terceiro mais rico do mesmo. Foi inventor de icônicas manobras como Kickflip ou apenas Flip, 360 Flip, Heelflip, Casper Flip, Laser Flip e outros. É creditado como o inventor de mais de 39 manobras diferentes, o Kickflip acidentalmente em 1983, o Heelflip, o 360 Flip e Impossible. Mullen é creditado em vários vídeos de skate e lançou uma autobiografia

## Biografia
Apesar de achar uma atividade perigosa e ser contrário à ideia de seu filho andar de skate, o pai de Rodney (que era médico) lhe comprou um skate quando tinha dez anos, com a condição de que ele sempre usasse equipamento de proteção. Sua mãe sempre o deu apoio e o motivou, e após nove meses, Mullen, ganhou seu primeiro patrocínio da Island Surf Shop. Rodney alcançou o primeiro lugar na primeira competição em que participou (o evento Freestyle Masculino em Kona, Estados Unidos) e imediatamente foi notado por Bruce Walker e passou a ser patrocinado pela Walker Skateboards.
Durante os três anos seguintes, monkey, macaco, ou como queira chamar, alcançaria mais de trinta vitórias, a maioria na região da Flórida. Tendo Barry Zaritsky como técnico, Rodney entrou em um radical regime de treinamento para derrotar o campeão mundial Steve Rocco no Oasis Pro de 1980. Mullen então se juntou à lendária companhia de skate Powell Peralta e virou membro da Bones Brigade, alcançando o nível de skatista profissional.
Em 1989, Mullen deixou a Powell Peralta e se tornou sócio de Steve Rocco na World Industries, mantendo seu nível profissional como um skatista da companhia. Deixou de competir modalidade freestyle em 1990, Rodney havia vencido 34 das 35 competições em que havia participado nos últimos dez anos, e essa é a mais bem-sucedida marca na história de competições do skate. Mullen foi campeão mundial oito vezes, mas devido ao fato de que ele realizava manobras que ninguém conseguia, e sempre terminava em primeiro lugar, os competidores começaram a competir pelo segundo lugar apenas, já que a primeiro posição era sempre de Rodney, e isso foi desanimando todo mundo e as competições da modalidade freestyle basicamente acabaram de vez.
Seu tempo com a World Industries marcou a mudança em sua carreira de skatista freestyle para skatista street. Rodney então deixou a World Industries e se juntou ao Plan B, um super time com os melhores skatistas profissionais da época. Após ser motivado pelo fundador Mike Ternasky da Plan B, Mullen adaptou seus movimentos freestyle para o estilo street e mostrou essa mudança no vídeo de 1992 Questionable. Rodney Mullen então ficou conhecido por seu estilo rápido e suas manobras feitas em terreno variado, muitas vezes envolvendo obstáculos.
Após a morte de Mike Ternasky em um acidente de carro, Mullen iniciou o A-Team em 1995. A companhia faliu em 2000, e Rodney se juntou à Enjoi Skateboards de Marc Johnson. Pouco tempo depois, ele fundou a Tensor Trucks, desenvolvendo com seus conhecimentos de engenharia um design inédito de trucks. Alguns anos depois continuou sua empreitada no mercado e fundou a Almost Skateboards, ao lado de seu amigo Daewon Song, parceiro de antigas equipes, e de seus épicos Vídeos da Série R.Mullen VS Daewon Song. Lançou o vídeo Almost Round 3, que foi sucesso total e continuou mantendo seu status de profissional, um nível absurdo e inigualavel. Mullen também ajudou a construir pranchas experimentais na Dwindle Distribuction. Rodney se casou em Sedona, Califórnia, com sua esposa Traci Mullen.
Em 2002, a companhia World Industries agora chamada Kubic Marketing, foi comprada pela Globe International. A direção da Kubic permaneceu intacta, e Mullen passou a trabalhar para a Globe International por meio da Dwindle Distribution.
Em 2003, Rodney Mullen foi votado como o maior atleta de esportes radicais de todos os tempos no Legends of the Extreme do Extreme Sports Channel.

## Games
No ano 2000, Rodney Mullen foi incluído como um personagem do jogo Tony Hawk's Pro Skater 2, e em 2001 na seqüência Tony Hawk's Pro Skater 3.
Rodney também foi novamente incluído na série de jogos Tony Hawk's Pro Skater, com o lançamento de Tony Hawk's Pro Skater 4 em 2002.
Em 2003, também participou do jogo Tony Hawk's Underground, e se tornou um dos skatistas mais presentes da série.
Em 2004, Mullen participou do jogo Tony Hawk's Underground 2.
Em 2005, ele participou de Tony Hawk's American Wasteland, e das seqüências Tony Hawk's Project 8 em 2006 e Tony Hawk's Proving Ground em 2007. Também é esperado que ele participe dos próximos jogos da série.
Em 2012 ,participou do jogo Tony Hawk's Pro Skater HD.

## Manobras preferidas
- 360 flip crooked grind to 360 pop flip
- Frontside Crooked Grind, particularmente saindo de shove it flip, ou nollie hard flip
- Darkslides (slide com as rodas para cima, skate invertido)
- Reemo Slides
- Rail slides
- Rail flip
- Manobras de Manual
- Switch foot Pogo
- Truckstands
- 360 Fingerflip to Nose Manual
- Godzilla Rail Flips
- Pogo
- Toesides
- Hellsid
- Super reverts
- Impossible
- Casper
- Pogo Spin
- Underflip e Hellflip
- Flip nose manual reverse
- Ollie
- Flip (kickflip na gringa)
- 360 Inward Hellflip (360 Hard Hell)
- Primo slides
- Heel flip
- kick flip

## Patrocinadores e apoio
- Rivol
- Matix
- Tensor
- Speed Demons
- Globe
- Hubba Wheels
- Almost (marca criada por Mullen)

## Revista e vídeos
- Skateboard na veia
- 411 Video
- Skateboarder
- The Skaterboard Mag
- Thrasher
- Transworld Skateboarding